# 奥伯伦 (北达科他州)
奥伯伦（英語：Oberon），是美国北达科他州下属的一座城市。根据2010年美国人口普查，该市有人口105人。